# Вацлав Вельгорський
Вацлав Вельгорський (пом. до 27 жовтня 1709 (зі іншими даними 29 листопада 1707)) — шляхтич руського походження, урядник Речі Посполитої. Представник роду Вельгорських гербу Кердея. Син волинського каштеляна Юрія Петра Вельгорського та його дружини Анни з роду Ожґів. Наймолодший брат Антонія Вельгорського. 

## Біографія
Ключник луцький (1676—1680), підкоморій володимирський (1700—1704), каштелян волинський (1704—1706).  Радник волинського воєводства під час сандомирської конфедерації  в 1704 році. 
Заповів значну суму на заснування монастиря тринітаріїв у родовому маєтку Вельгорських в Горохові, але фундація не реалізована через спротив місцевого єпископа.

### Сім'я
Дружина — Йоанна Потоцька гербу Пилява, донька підскарбія надвірного коронного,  галицького підкоморія, старости хмільницького Домініка Потоцького. і Констанції з Трусколяських гербу Сліповрон. Діти:
- ім'я невідоме — посол сейму 1724
- Фелікс Іґнацій — дідич Тисмениці, Горохова, брацлавський староста
- Юзеф — монах-тринітарій
- Констанція — дружина волинського каштеляна Міхала Героніма Чацького гербу Свинка
- Тереза — дружина канівського старости князя Яна Каєтана Яблоновського гербу Прус ІІІ.